# Edi Gathegi
Edi Mue Gathegi, ameriški gledališki, televizijski in filmski igralec, *10. marec 1979, Nairobi, Kenija. Trenutno ga Slovenci najbolje poznamo po vlogi Laurenta v filmu Somrak.

## Zgodnje življenje
Edi Mue Gathegi se je rodil 10. marca 1979 v Nairobiju, Kenija, odrasel pa v Albanyju, Kalifornija. Hodil je na šoli University of California, Santa Barbara (kjer se je zelo zanimal za košarko) in Tisch School of the Arts.
Njegova igralska kariera se začne na tleh teatra,.

## Kariera
Kariero je začel v gledališču, na malih televizijskih ekranih pa se je prvič pojavil leta 2006 v filmu Crank, leto pozneje pa se pojavi v filmih in serijah, kot so House, Gone Baby Gone, The Fifth Patient, Lincoln Heights in Death Sentence. Pravi preboj pa je doživel šele naslednjega leta (torej leta 2008), ko je igral v filmu Somrak.
Letos se pojavi v nadaljevanju Somraka, Mladi luni in filmu My Bloody Valentine 3D, kjer je igral Martina.

## Filmografija
- Mlada luna (2009) kot Laurent (post-produkcija)
- My Bloody Valentine 3D (2009) kot Martin
- Somrak (2008) kot Laurent
- Zdravnikova vest (TV, 2007) kot Dr. Jeffrey Cole
- Gone Baby Gone (2007) kot Cheese
- The Fifth Patient (2007) kot Darudi
- Death Sentence (2007) kot Bodie
- Lincoln Heights (TV, 2007) kot Boa
- Crank (2006) kot Haitian Cabbie